# Puttalam
Puttalam (en tamil: புத்தளம் ) es una ciudad de Sri Lanka capital del distrito homónimo, en la provincia del Noroeste.

## Geografía
Se encuentra a una altitud de 8 m s. n. m. a 134 km de la capital nacional, Colombo, en la zona horaria UTC +5:30.

## Demografía
Según estimación 2011 contaba con una población de 50 615 habitantes.